# مدرسة هرات للرسم

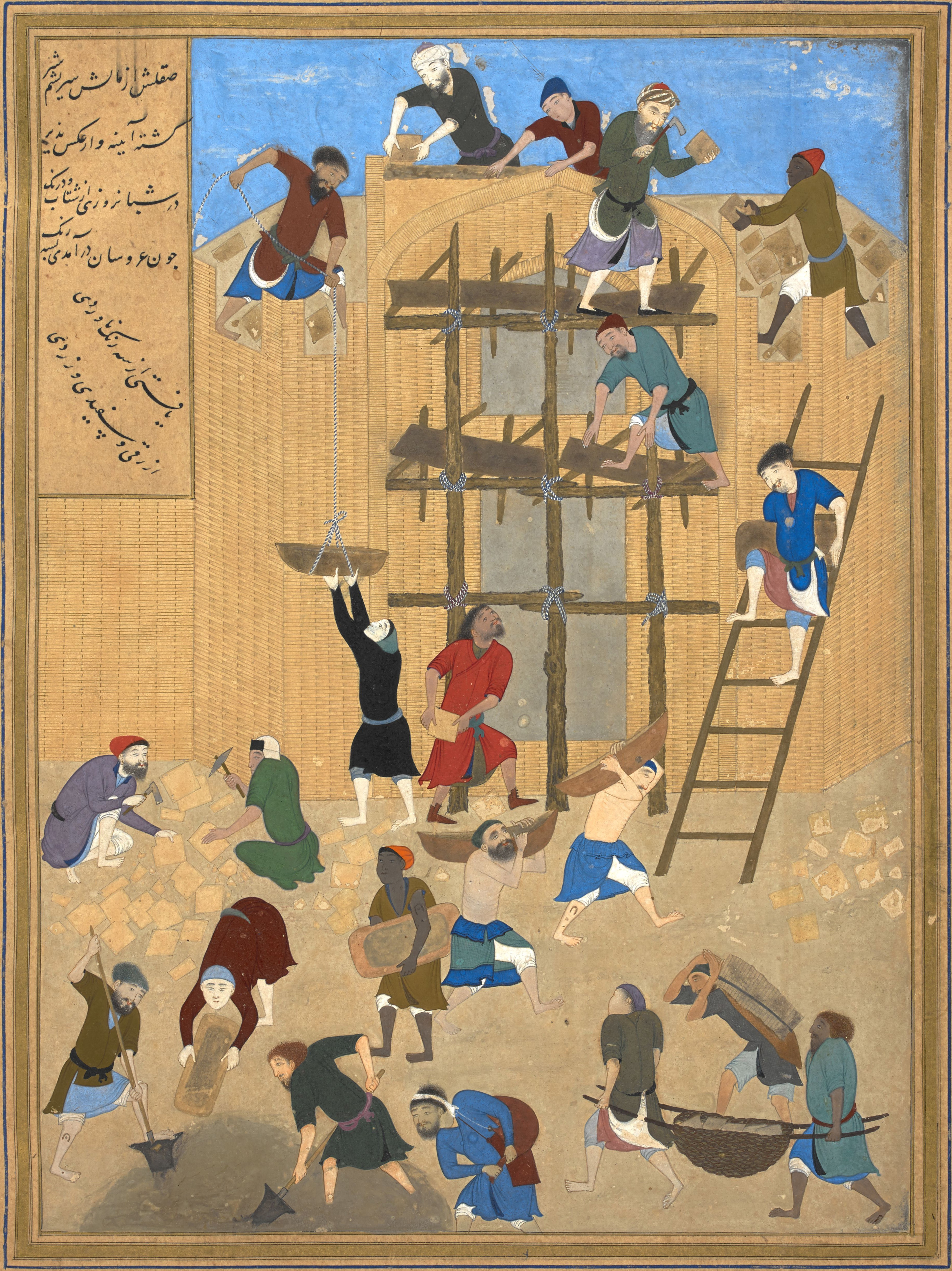
بناء قصر خورنق، عمل الأستاذ كمال الدين بهزاد، أحد رواد مدرسة هرات، القرن التاسع الهجري، المكتبة الوطنية البريطانية

مدرسة هرات هي أسلوب رسم خراساني تأسس في هرات في العصر التيموري وفي عهد شاه روخ خان. النطاق التاريخي لهذه المدرسة كان حوالي 836-880 هـ. تطوّرت المدرسة إثر تحسنت العلاقات التجارية والثقافية مع الشرق الأقصى (الصين) مرة أخرى خلال عهد شاه روخ. وأمر شاه روخ غياث الدين بكتابة رحلة مصورة وأرسله إلى الشرق الأقصى. وعندما عاد، أحضر معه فنانين وأعمالًا صينية. والتي أثرت في الفن الصيني على الرسم في العصر التيموري. والتي تظهر آثارها جلية في رسالة كتاب المعراج. وقد شهد هذا الأسلوب تقدمًا كبيرًا في عهد السلطان حسين بايقا، إلا أن نموه توقف في عام 1507 مع غزو الأوزبك؛ خاصةً مع انتهاء النفوذ الإيراني على بخارى وسمرقند.
كان لمدرسة هرات في وقت لاحق تأثير كبير على الرسم الهندي بمساعدة العديد من الرسامين، مثل آغا رضا جهانجيري ، الذي ذهب إلى بلاط جهانجير شاه في الهند. وتعتبر مدرسة هرات أيضًا واحدة من "السلائف" المهمة مدرسة تبريز الأولى للرسم ومدرسة أصفهان.

## الخلفية
وكان الأمير بايسنقار ميرزا ووالده شاهرخ من بين المتحمسين الكبار للأسلوب أو المدرسة الفنية في هرات. كان لدى بايسنقار ميل قوي للبقاء في هرات، ويعتقد المؤرخون أن أحد أسباب إقامة بايسنقار في هرات كان الحياة الثقافية المزدهرة في تلك المدينة، حيث تمكن بايسنقار من متابعة اهتماماته الفنية والفكرية الغنية.
بعد أن عاد بايسنقار من معركة منتصرة مع التركمان في عام 823 وأحضر معه مولانا جعفر التبريزي، الملقب فيما بعد بجعفر بايسنقاري، أستاذ خط النستعليق، وغيره من أساتذة الفن من تبريز، أصبحت هرات مركزًا لفن الخط. ومع ذلك، فإن مركز الرسم، الذي يدعمه إبراهيم شقيق بايسنقور، كان لفترة من الوقت في شيراز ولفترة من الوقت أيضًا في أصفهان. ومع ذلك، فإن نجاح شاه روخ في الاستيلاء على كل السلطة في هرات واهتمامه واهتمام بايسنقر بالفن جذب العديد من الفنانين من جميع أنحاء إيران إلى هرات، مما تسبب في فقدان المراكز المهمة سابقًا لأهميتها وهيبتها ووضعها في مكانة أقل.
تحت رعايته، كان أربعون كاتبًا وخطاطًا، بقيادة مولانا جعفر التبريزي، المعروف أيضًا باسم جعفر بايسنقاري، الذي كان هو نفسه تلميذًا لعبد الله بن مير علي، مشغولين بنسخ الكتب. ومن خلال دفع الأجور الباهظة والهدايا السخية والملكية، احتفظ بأساتذة الخط والزخرفة الأكثر فنية معه، وأبدعوا له أروع الأعمال الفنية في الخط والزخرفة وصناعة الأغلفة والتجليد . تنتشر كتب مكتبة هذا الأمير الضخمة الآن في جميع أنحاء العالم ويتم الحفاظ عليها بكل احترام وعناية أينما كانت. كان مركز بايسنقار للفنون في هرات معروفًا باسم صناعة الكتب، وتتضمن الكتب المنتجة خلال فترة بايسنقار أروع المنمنمات والخط الماهر، والمجلدة والمزخرفة بشكل جميل.
قام الرسامون والخطاطون والكتاب الذين عملوا في المكتبة الملكية الكبرى في هرات بأمر من بايسنقار ميرزا بتوضيح العديد من الأعمال، مثل كتب الشاهنامه، وليلى والمجنون، وبستان وكلستان لسعدي. وقد أدى مجموع هذه الأعمال إلى خلق أسلوب جديد يُعرف في تاريخ الفن الإيراني باسم "مدرسة هرات". وفي مدرسة هرات، كانت صور البشر تُرسم بأشكال صغيرة جدًا، وكانت المنمنمات تُنفذ بخطوط بسيطة وغير مزخرفة. بعد وفاة بايسنقار في عام 1433، ظلت هرات مركزًا لفن توضيح الكتب الرائعة لفترة طويلة نسبيًا. وبحسب التقرير، ففي مقدمة الألبوم أو المورقة التي أُعدت بأمر من أبي الفتح بهرام ميرزا، أحد أمراء الصفويين، في عام 1544، ظل يستخدم التقليد الذي أسسه بايسنقار ميرزا ووالده شاهرخ حتى عام 1447 تحت إشراف ودعم ابن بايسنقار علاء الدولة.
عند دراسة خصائص الأسلوب الهيراطي، يجد باسيل جراي عناصر من الشرق الأقصى. ويولي أهمية خاصة للتفاعل بين الصور، والتي تتجسد في إيماءات ذات معنى. أرقام جافة ورسمية. استخدام الألوان الزاهية للغاية، واستخدام الألوان التكميلية، واستخدام الألوان الحمراء الأقل واستخدام مجموعة من الألوان البنية والألوان الزرقاء والأرجوانية والألوان الوردية الناعمة، وتأثير الألوان البيضاء والسوداء، والتصوير الذكي لزخارف السجاد والعناصر المعمارية، وحتى السماء.

## الأعمال
ومن أهم الأعمال التي أبدعتها هذه المدرسة الفنية شاهنامه بايسنقاري التي أمر بإنجازها الأمير بايسنقاري ميرزا (ابن شاه روخ وحفيد تيمور كوركاني) سنة 1430م.
ومن بين المخطوطات الأخرى التي رسمت في فترة بايسنقار ميرزا: كليلة ودمنة، وكلستان السعدي، ومعراج نامه، وخمسة نظامي.

## معرض الصور

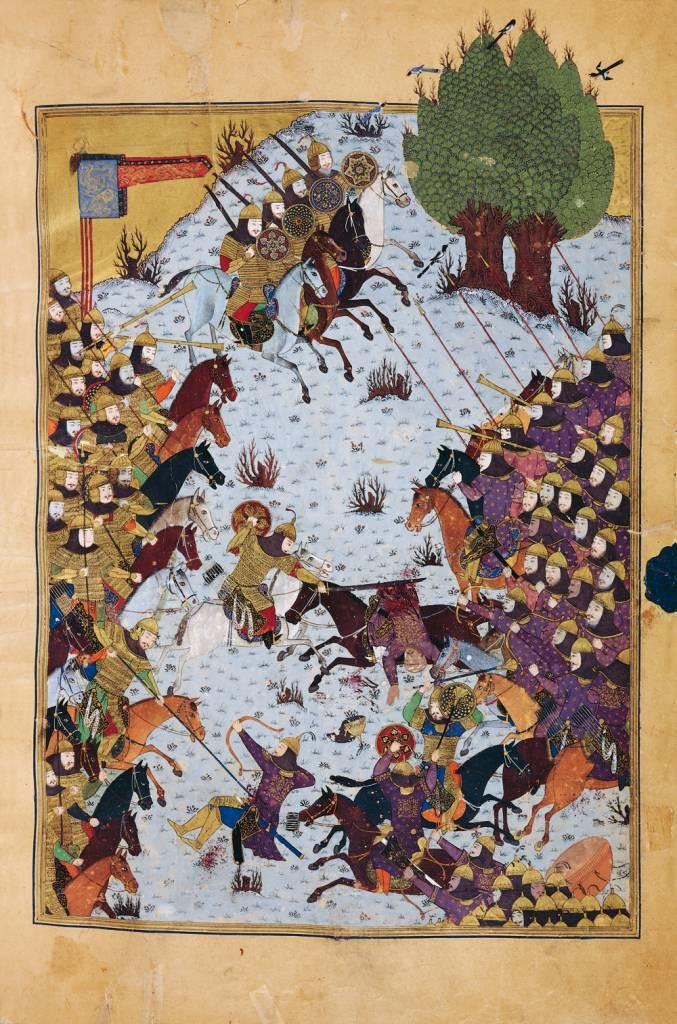
صفحة من شاهنامه بايسنقاري، مؤرخة سنة 833 هـ
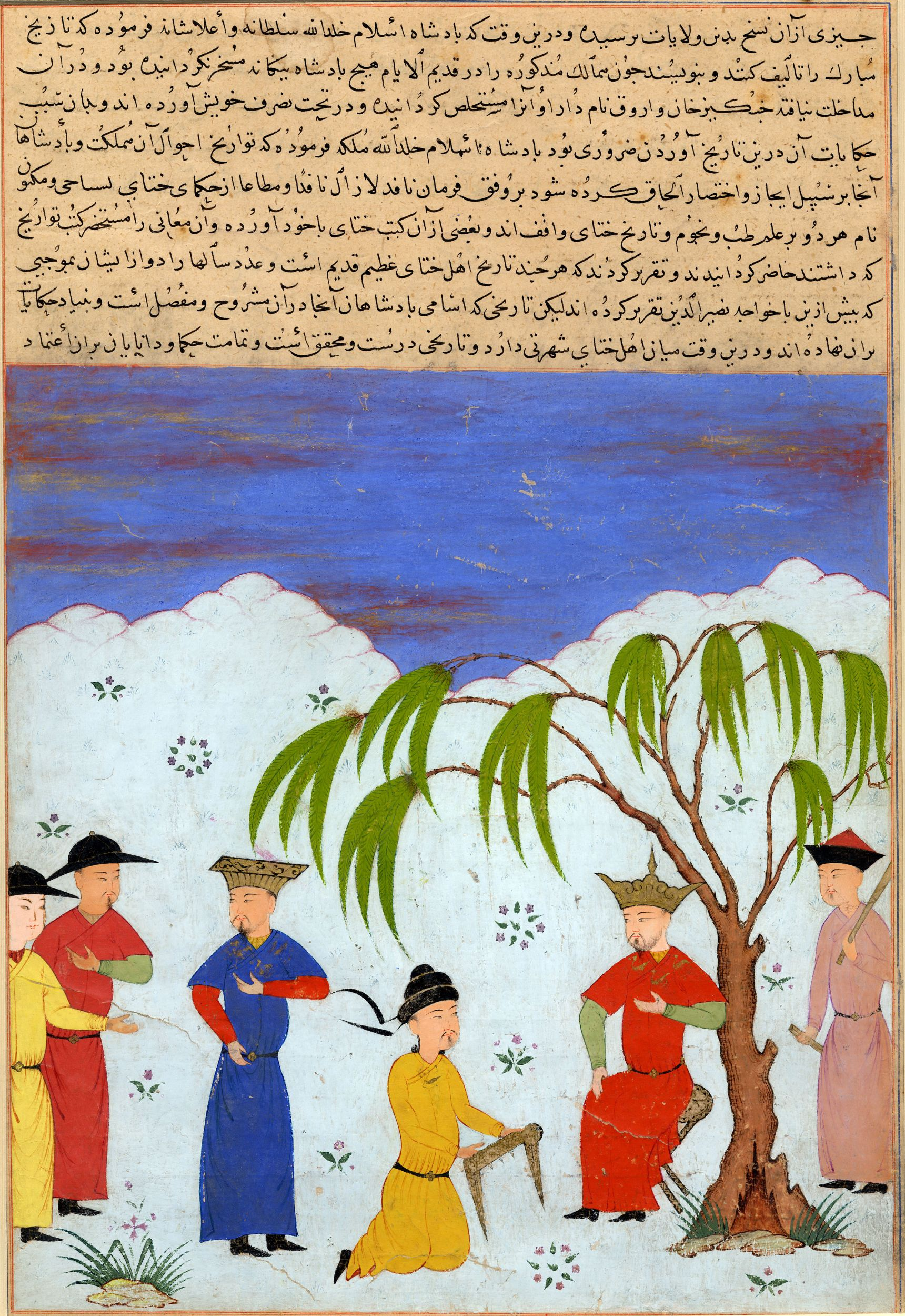
إهداء الكتب الصينية إلى أولجايتو، مجمع التواريخ[الفارسية]، حافظ أبرو، المدرسة التيمورية بهرات، حوالي 830هـ

## طالع أيضًا
- منمنمة إيرانية